# Coloe Fossae
Coloe Fossae és una estructura geològica del tipus fossa a la superfície de Mart, situada amb el sistema de coordenades planetocèntriques a 40.72 ° de latitud N i 60.58 ° de longitud E. Fa 575.89 km de diàmetre. El nom va ser fet oficial per la UAI l'any 1982 i pren el nom d'una característica d'albedo.